# Rafflesia meijeri
Rafflesia meijeri este o specie de plante parazite din genul Rafflesia, familia Rafflesiaceae, ordinul Malpighiales, descrisă de Wiriad. și Sari. Conform Catalogue of Life specia Rafflesia meijeri nu are subspecii cunoscute.